# Felsőpáhok
Felsőpáhok je vas na Madžarskem, ki upravno spada pod podregijo Keszthely–Hévízi Županije Zala.